# Kumarma
Kumarma ist eine luwische Korngottheit und gehört zu den Hauptgottheiten des eisenzeitlichen Pantheons. Sie wurde zusammen mit dem Weingott Tipariya angerufen. 

## Wesen
Kumarma wird nur in hieroglyphenluwischen Inschriften der Eisenzeit erwähnt, meist als »gute Gottheit« - (DEUS) BONUS. In Tell Ahmar wird sie zusammen mit der Korngottheit Matili - (DEUS) HORDEUM-ma-ti-la/i/u-i - genannt, in Karkamis, Tell Tayinat, Arsuz und Karatepe zusammen mit dem Weingott Tipariya - (DEUS) VITIS-ti-PRÆ-ia. In den Stelen von Arsuz (§ 24) wird sie als Mutter angerufen, zusammen mit dem als Vater bezeichneten Weingott Tipariya. In der phönizischen Inschrift der Blingue von Karatepe werden Kumarma und Tipariya als b‘lt šb‘ w-trš »Herrin von Korn und Wein« zusammengefasst. Das Verhältnis der drei Gottheiten untereinander ist unbekannt.
Trotz des weiblichen Geschlechts wird Kumarma vom hurritischen Gott Kumarbi abgeleitet.

## Verwandte Gottheiten
Während der Bronzezeit wurden in der hethitischen Stadt Ištanuwa die luwischen Gottheiten Warwaliya und Winiyanta verehrt, erstere eine Saatgottheit und letztere eine Weingottheit. Die Verbindung von Korn und Wein ist ein typischer Zug in der luwischen Religion und steht symbolisch für Fruchtbarkeit. Erstmals belegt ist sie in der Nennung der Göttin »Maliya, des Gartens, Mutter von Wein und Korn«, in einem  mittelhethitischen Weinbergritual, das deutlich luwische Züge zeigt. Im selben Ritual findet sich auch zum ersten Mal der Wettergott des Weinberges, der während der Eisenzeit in Zentralanatolien verehrt und in mehreren Reliefs mit Weintrauben und Kornähren abgebildet wurde.